# Frank van Dun
 (avril 2016).
Frank Van Dun, né en 1947, est un Belge néerlandophone, philosophe du Droit et théoricien libertarien du droit naturel.
Il enseigne la philosophie du droit à l’Université de Gand (Belgique). Il publie plusieurs livres et des articles, notamment dans le Journal of Libertarian Studies dont il est membre du bureau éditorial.
Dans une controverse avec Walter Block et Stephan Kinsella, il soutient que le principe de non-agression doit être étendu à l'identité, l'intégrité et l'honneur (le respect) de la personne, ce qui interdirait la diffamation, le licenciement abusif ou le piratage des œuvres de l'esprit.

## Pensée

### Le principe de droit fondamental
Van Dun publie son livre Het Fundamenteel Rechtsbeginsel. Een essay over de grondslagen van het recht (Le principe de droit fondamental, un essai au sujet des fondements du droit), en 1983. Il y fait valoir qu'une réponse convaincante et rationnelle à la question « qu'est ce que la loi ? » ne peut être trouvée qu’en respectant le dialogue et l'argumentation. Il adhère ainsi à l'argumentation éthique de la justification de la société de droit privé, ou anarcho-capitalisme. Sur base de cette prémisse, Van Dun affirme que toute personne physique (particulier) a des réclamations légitimes sur sa vie, sa liberté et sa propriété. Cette affirmation est absolue, dans la mesure où il n'interdit pas les revendications équivalentes d'autres personnes physiques, à savoir dans la mesure où l'argumentation est respectée.
Van Dun distingue la légalité (ius) et le droit (lex). Selon lui, les systèmes occidentaux de droit positif réduisent les gens aux ressources humaines, les personnes morales ayant un statut purement juridique. Le droit positif définit le cadre juridique, mais ne peut être légitime dans la mesure où les individus ont des droits de sécession complets du cadre institutionnel qui fait dit le droit positif
 (novembre 2023).
Le contenu est difficilement compréhensible vu les erreurs de traduction, qui sont peut-être dues à l'utilisation d'un logiciel de traduction automatique.
. Il en résulte logiquement qu'aucun juge ne peut forcer  une personne qui est prêt à rechercher une solution légale pour résoudre le conflit.
Van Dun affirme que l'interprétation correcte du principe de non-agression (PAN) est praxéologique plutôt que physique, parce que la propriété est un moyen d'action. Il affirme ainsi la liberté avant la propriété au lieu de la liberté en tant que propriété. Cela implique qu'il est pas nécessairement que la dernière action de la chaîne de causalités sociales qui est illégale[pas clair].
Ses interprétations du PAN, comme la liberté avant la propriété, sont critiquées au sein de la communauté libertarienne. Par exemple, Walter Block adhère à la liberté en tant qu'interprétation de la propriété.

### Droits de l'homme
Van Dun considère que les droits de l'homme sont fondamentalement différents de la Déclaration universelle des droits de l'homme. Selon lui, quand vous avez le droit, vous disposez d'un droit. Par conséquent, les droits de l'homme sont, par exemple, le droit à l'autodétermination de sa propre vie, à la liberté de l'homme et les produits de sa liberté (propriété). Ce sont cela les droits fondamentaux. Ce n'est pas le cas dans la Déclaration universelle des droits de l'homme. Pour lui, la Déclaration universelle des droits de l'homme équivaut à Animal Rights, étant donné que les droits énoncés dans la Déclaration universelle des droits de l'homme sont parfois contradictoires entre eux et bon nombre de ces droits ne sont valables que dans la mesure où la législation du gouvernement n'est pas en contradiction avec elle. Par conséquent, il voit des dirigeants qui agissent en tant que maîtres des animaux « humains » (à savoir les « esclaves ») dans la Déclaration universelle des droits de l'homme.

## Publications
- 1969 : Collective Action, Human Nature, and the Possibility of Anarchy, In: Erich Streissler, dir., Roads to Freedom: Essays in Honor 0f F.A. Hayek, Londres: Routledge & Kegan Paul, pp. 63–76
- 1982 : The Philosophy of Argument and the Logic of Common Morality, In: E.M. Barth et J.L. Martens, Dir., Argumentation: Approaches to Theory Formation (Amsterdam: John Benjamins), pp. 281–286
- 1983 : Het fundamenteel rechtsbeginsel. Een essay over de grondslagen van het recht, Anvers: Kluwer-Rechtswetenschappen (Le principe de droit fondamental, un essai au sujet des fondements du droit, non traduit)
- 1986 : Economics and the limits of Value-free Science, Reason Papers no 11, Printemps, pp. 17–32
- 1994 : Hayek and Natural Law: The Humean Connection, In: Jack Birner et Rudy Van Zijp, dir., Hayek, Co-ordination and Evolution; His Legacy in Philosophy, Politics, Economics, and the History of Ideas, Londres & New York, N.Y.: Routledge
- 1995 : The Lawful and the Legal, Journal des économistes et des études humaines, Vol 6, no 4, décembre
- 1997 : De utopische verleiding (en collaboration avec Crombag, H. Contact, Amsterdam, (La tentation utopique, non traduit)
- 2001 : Natural Law, Liberalism, and Christianity, Journal of Libertarian Studies, Vol 15, no 3, été, pp. 1–36
- 2010 : On The Way to The Voting Booth, In: Marc Guttman, dir., Why Liberty, Apple Valley: Cobden press, pp. 133–142